# 特洛伊 (俄亥俄州)
特洛伊（英語：Troy）是美国俄亥俄州邁阿密郡一个城市，是迈阿密郡的郡治，2020年人口普查人口为26,305人，是该县最大的城市，是俄亥俄州第61大城市。 它是代顿大都会统计区的一部分。 特洛伊是六月份第一个周末的草莓节的举办地。

## 历史
特洛伊1807年被规划。一个叫特洛伊的邮局自1824年开始运作。
特洛伊是1913年“大洪水”遭受严重洪水影响的城市之一。